# 名城潮流
名城潮流，是日本現役純種競賽馬匹。目前主要勝利有2024年聖烈特紀念及菊花賞。

## 出賽前
2021年3月16日出生於北海道安平町北部牧場，成長途中於一口馬主俱樂部Silk Racing Co. Ltd.進行馬主募集，其後交由美浦訓練中心練馬師武井亮訓練。

## 戰績

### 2歲
2023年8月13日出戰札幌競馬場2歲新馬戰，維持於第四、五的位置下於直路成功透出，最終以優秀的末腳姿態一穿而過取得首勝。
其後以一捷馬戰百日草錦標作為目標，本次比賽選擇留後，維持於隊伍最後方的位置，僅於同通過彎道後才稍為上前。進入直路後，其於外檔位置展現出優秀的末腳，最終成功超越前方所有對手取得冠軍。

### 3歲
2024年於1月以京成盃作為首戰，比賽初段繼續選擇於後方位置推進，通過對面直路後開始發力稍微上前，但於第三、四彎道之間再後退。進入直路後，其於外檔位置再度爆發出優秀的末腳速度，然而未能威脅前方一早透出的野田分位下以1/2馬位落敗。
4月14日出戰皋月賞，於前方快步速的情況下其維持於中後方位置，通過第三彎道後開始抽出外檔準備望空。進入直路後，其嘗試逐步加速迫近前方的賽駒，雖然能些微收窄距離，但最終仍然敗於駿天潮城、宇宙雨林及遠觀天象取得第四。
5月緊接出戰東京優駿（日本打吡），然而選擇後置戰術下未能於直路爆發出以往的速度，最終以第十四大敗。
休養充足後於聖烈特紀念復出，比賽初段順應步速緩慢地進佔中團內欄位置，並於對面直路開始稍為提速，沿着內欄緩步上前。進入直路後，其仍然處於內欄位置取位，並於中段突破後隨即加速衝刺，最終成功以優秀的速度超越宇宙雨林率先衝線，取得首個分級賽冠軍。
10月20日按照計劃出戰菊花賞，賽前僅落後打吡馬野田分位取得第二人氣。比賽開始後，其選擇於中後方位置展開推進，但第一次通過終點時候稍微取位突圍，上前之中團的位置繼續穩守。於第二圈對面直路時，其於中團位置開始逐步加速，於第三、四彎道時候經已上前之約莫第三左右的位置並成功抽出。進入直路後，其以完全望空的姿態展開衝刺，最終順利加速之下壓贏所有賽駒，以2 1/2馬位優勢取得首個一級賽冠軍，亦為練馬師武井亮帶來首個中央一級賽優勝。
12月22日出戰有馬紀念，首次挑戰年長馬匹。比賽開始後，其於內欄起步之下仍然以較慢的節奏搶位，於前半段一直維持於中團內欄的位置，直至第三彎道末段進入第四彎道時才逐步上前。進入直路後，其繼續於中內欄位置展開加速加速衝刺，但勢頭未如理想下最終以第六完賽。

### 4歲
2025年以日經賞作為首戰，比賽初段逐步取位下於中團位置推進，在對面直路有稍微發力的動作但並未上前，直至第二圈第三、四彎道處才抽出外檔望空。進入直路後，其嘗試於所在位置加速展開衝刺，但最終仍然無法扭轉局面，敗於Meiner Emperor及Chuck Nate取得第三的戰績。
其後因細微的調整問題未有出戰春季天皇賞，選擇直走寶塚紀念，然而比賽途中一直處於較後的位置下始終未能上前，最終以第十四的戰績完賽。

### 詳細賽績
| 日期       | 舉辦國家 | 馬場 | 距離   | 級別 | 賽事名稱   | 負重 | 騎師     | 馬號 | 出馬 | 名次 | 時間   | 頭馬（二馬）      |
| ---------- | -------- | ---- | ------ | ---- | ---------- | ---- | -------- | ---- | ---- | ---- | ------ | ----------------- |
| 13/8/2023  | 日本     | 札幌 | 草1800 |      | 2歲新馬    | 55   | 横山武史 | 6    | 10   | 1    | 1:53.1 | （Victoria Doll） |
| 5/11/2023  | 日本     | 東京 | 草2000 |      | 百日草特別 | 56   | 横山武史 | 4    | 9    | 1    | 1:59.4 | （Margot Solare） |
| 14/1/2024  | 日本     | 中山 | 草2000 | GIII | 京成盃     | 57   | 横山武史 | 6    | 14   | 2    | 2:00.6 | 野田分位          |
| 14/4/2024  | 日本     | 中山 | 草2000 | GI   | 皋月賞     | 57   | 横山武史 | 9    | 17   | 4    | 1:57.5 | 駿天潮城          |
| 26/6/2024  | 日本     | 東京 | 草2400 | GI   | 東京優駿   | 57   | 横山武史 | 8    | 17   | 11   | 2:25.4 | 野田分位          |
| 16/9/2024  | 日本     | 中山 | 草2200 | GII  | 聖烈特紀念 | 57   | 李慕華   | 1    | 17   | 1    | 2:11.6 | （宇宙雨林）      |
| 20/10/2024 | 日本     | 京都 | 草3000 | GI   | 菊花賞     | 57   | 李慕華   | 13   | 18   | 1    | 3:04.1 | （拯救者）        |
| 22/12/2024 | 日本     | 中山 | 草2500 | GI   | 有馬紀念   | 56   | 李慕華   | 3    | 15   | 6    | 2:32.3 | 蕾麗宮            |
| 29/3/2025  | 日本     | 中山 | 草2500 | GII  | 日經賞     | 58   | 李慕華   | 7    | 15   | 3    | 2:36.2 | Meiner Emperor    |
| 15/6/2025  | 日本     | 阪神 | 草2200 | GI   | 寶塚紀念   | 58   | 李慕華   | 13   | 17   | 14   | 2:13.5 | 名將田原          |

## 血統簡介
父系文雅之士為日本賽駒，生涯戰績優秀，曾勝出大阪盃及日本盃。祖父真心呼喚亦是日本馬匹，生涯戰績彪炳，曾勝出有馬紀念及杜拜司馬經典賽，退役後配種成績亦極爲優秀，爲日本近代著名種馬之一。
母系Edgy Style為日本賽駒，生涯僅勝出條件戰級別的賽事。外祖父無敵先鋒爲英國賽駒，生涯戰績優秀，曾勝出一級賽英皇佐治六世及皇后伊利沙伯錦標，退役後被社台集團引入至日本作配種馬之用。

### 血統表
| 父線：週日寧靜系（Halo系）               |                             |                   |                 |
| 種馬 文雅之士 2014年（栗色）             | 真心呼喚 2001年（棗色）     | 週日寧靜          | Halo            |
| 種馬 文雅之士 2014年（栗色）             | 真心呼喚 2001年（棗色）     | 週日寧靜          | Wishing Well    |
| 種馬 文雅之士 2014年（栗色）             | 真心呼喚 2001年（棗色）     | Irish Dance       | 東來兵          |
| 種馬 文雅之士 2014年（栗色）             | 真心呼喚 2001年（棗色）     | Irish Dance       | Buper Dance     |
| 種馬 文雅之士 2014年（栗色）             | Pirramimma 2005年（深棗色） | Unbridled's Song  | Unbridled       |
| 種馬 文雅之士 2014年（栗色）             | Pirramimma 2005年（深棗色） | Unbridled's Song  | Trolley Song    |
| 種馬 文雅之士 2014年（栗色）             | Pirramimma 2005年（深棗色） | Career Collection | General Meeting |
| 種馬 文雅之士 2014年（栗色）             | Pirramimma 2005年（深棗色） | Career Collection | River of Stars  |
| 繁殖雌馬 Edgy Style 2013年（栗色）       | 無敵先鋒 2006年（棗色）     | 單色里            | 丹山            |
| 繁殖雌馬 Edgy Style 2013年（栗色）       | 無敵先鋒 2006年（棗色）     | 單色里            | Hasili          |
| 繁殖雌馬 Edgy Style 2013年（栗色）       | 無敵先鋒 2006年（棗色）     | Penang Pear       | Bering          |
| 繁殖雌馬 Edgy Style 2013年（栗色）       | 無敵先鋒 2006年（棗色）     | Penang Pear       | Guapa           |
| 繁殖雌馬 Edgy Style 2013年（栗色）       | Land's Edge 2006年（棗色）  | 夜舞              | 週日寧靜        |
| 繁殖雌馬 Edgy Style 2013年（栗色）       | Land's Edge 2006年（棗色）  | 夜舞              | Dacing Key      |
| 繁殖雌馬 Edgy Style 2013年（栗色）       | Land's Edge 2006年（棗色）  | 風中秀髮          | Alzao           |
| 繁殖雌馬 Edgy Style 2013年（栗色）       | Land's Edge 2006年（棗色）  | 風中秀髮          | Burghclere      |
| 雌系：Highclere系（號族：2-f）           |                             |                   |                 |
| 五代內近親交配：週日寧靜 3×4、利法爾 5×5 |                             |                   |                 |

## 命名由來
名字Urban Chic（アーバンシック）意思為：「都市的時尚」，聯想自母系Edgy Style之名字，香港則取其意，翻譯為「名城潮流」。

## 外部連結
- 名城潮流 netkeiba.com （页面存档备份，存于）
- 血統表